# 陸海空軍軍官士官服役条例
陸海空軍軍官士官服役条例（陸海空軍ぐんかんしかんふくむじょうれい）は中華民国国軍における徴兵、志願兵の事務管理を行うための根拠となる法律規定。中華民国憲法と兵役法を母法とし1995年5月11日に制定され、2002年6月5日に修正が加えられ現在に至っている。また前身は1959年に施行された『陸海空軍軍官服役条例』及び『陸海空軍士官服役条例』であり、1988年8月に廃止されている。

## 総則
兵役法では兵役制度は徴兵を主体とし、志願兵はそれを補完するものと定められている。本条例総則では兵役法に依拠し、中華民国国軍の三軍軍官・士官の現役及び予備役に関しての規定を行うと明記されている。
志願兵による軍士官を「常備軍官」或いは「常備士官」と称し、徴兵制度による兵源より採用された軍士官を「予備軍官」或いは「予備士官」と規定している。また軍職解除をその時期により兵役停止、除隊、召集解除、禁役、退役等と規定している。一般には除隊以前を現役、現役と退役の間を特殊な情況下以外を一般的に予備役と称している。

## 年齡規定
本条例では現役軍士官の年齢上限を定め、また軍士官の退役年齢を定めている。

### 除隊年齢
- 下士・中士・上士50歳
- 士官長58歳
- 尉官50歳
- 校官58歳
- 少将60歳
- 中将65歳
- 上将70歳

本状例では中華民国国軍最高軍階の一級上将に関しては年齢制限を設けていない。

### 現役年齢限制
- 士官50歳
- 少尉から中尉は在職10年
- 上尉は在職15年
- 少校は在職20年
- 中校在職24年
- 上校は在職28年
- 少将は57歳
- 中将60歳
- 上将64歳

本条例では年齢及び在職期間が軍官退役の条件として提示されており、何れかの条件に達した際に退役となる。一級上将に関しては年齢及び在職制限が設けられておらず、終身在職することが可能である。
しかし「陸海空軍軍官士官服役条例部分条文修正草案」が既に成立し、一級上将の終身在職規定が削除され、将来68歳が事実上の定年と変更される予定である。

## 軍士官服役資格
1970年代以前、旧服役条例では予備役軍官は大学卒業生を主要兵源と規定し、大学以上の学歴を有するものはほとんどが予備軍官となることができた。しかし大陸反攻から専守防衛への国防政策の変換とそれに伴う兵力構成の調整が必要となり、1970年と1974年に修正が実施され予備軍官が大幅に削減された。現在予備軍官は専科以上若しくは同等学歴を有する者と規定される以外の優待条項が廃止され、予備士官の資格としては高中以上の学歴と規定され、同様に優待条項は廃止されている。
また志願兵による常備軍士官の資格は「適齡男子或いは現役、後備士官、士兵は軍事学校或いは国内外の同等の学校で常備軍官教育を終了し採用された者」と規定されている。

## 福利厚生
福利厚生面では本条例と旧条例では大きな差異があり、戦士授田証等の福利厚生が廃止になった他、退職金、恩給などの受給資格やその詳細に関しても大幅な変更が加えられた。